# Uraniborg
Uraniborg (dansko Uranienborg, švedsko Uraniborg) je bil danski astronomski observatorij in alkimistični laboratorij, ki ga je ustanovil in vodil danski astronom, astrolog in alkimist Tycho de Brahe. Zgrajen je bil v letih okoli 1576–okoli 1580 na otoku Hven v Øresundu med Zelandijo in Skanijo. Ko je de Brahe opazil, da Uraniborg ni dovolj stabilen za njegove točne inštrumente, so ob njem zgradili še podzemni observatorij Stjerneborg.
Uraniborg je bil izjemno drag projekt. Ocenjuje se, da so stroški njegove gradnje vsako leto dosegli približno 1 % celotnega državnega proračuna.
Ko je de Brahe pri danskem kralju padel v nemilost, je leta 1597 zapustil Uraniborg in Stjerneborg ter odšel v Prago. Observatorij je po njegovi smrti leta 1601 propadel. Otok Hven je kasneje pripadel Švedski, zato je vlogo Uraniborga prevzel Rundetaarn (Okrogli stolp) v Københavnu. Temelji Uraniborga se trenutno obnavljajo.
Na observatoriju je leta 1671 Jean-Felixu Picardu pri opazovanju Jupitrovih mrkov pomagal Rømer. Izmeril je točno lego observatorija, da bi de Brahejeva opazovanja lahko uskladili z opazovanji drugod po Evropi.:87 V sedmih mesecih sta Picard in Rømer opazovala 140 mrkov Jupitrovega satelita Ia, v Parizu pa je iste mrke opazoval Giovanni Cassini I. S primerjavo časov mrkov so izračunali razliko v zemljepisni dolžini pariškega observatorija in Uraniborga.

## Zgodovina
Uraniborg – Uranijin grad, je bil  posvečen in dobil ime po muzi astronomije Uraniji. Bil je prvi namensko zgrajen astronomski observatorij v Evropi in ne zadnji, ki ni imel osnovnega inštrumenta daljnogleda. Temeljni kamen zanj so položili 8. avgusta 1576.
Glavna zgradba je bila kvadratna s stranico približno 15 m. Zgrajena je bila pretežno iz opeke. Na severni in južni strani glavne stavbe sta bila polkrožna stolpa. Načrte za zgradbo, fasado in vrtove okrog nje je naredil de Brahe. Pritličje je bilo razdeljeno na štiri dele. V enem od njih je živel de Brahe s svojo družino, trije pa so bile namenjeni astronomom. V severnem stolpu je bila kuhinja, v južnem pa knjižnica. Prvo nadstropje je imelo tri prostore. Večji prostor je bila namenjen obiskom kraljev in je 20. marca 1590 gostil škotskega kralja Jakoba VI., kasnejšega Jakoba I. Angleškega. V obeh stolpih, ki sta bila dostopna od znotraj in po zunanjem stopnišču, so stali astronomski inštrumenti. Inštrumenti so stali tudi na balkonih, ki so omogočali širše kote opazovanja. V drugem nadstropju je bilo osem majhnih sob za študente. Na sredini zgradbe je bila na strehi majna terasa, dostopna po stopnicah iz drugega nadstropja. Zgradba je imela tudi veliko klet, v kateri je bil na enem koncu alkimistični laboratorij, na drugem pa skladišče za živila, kurjavo in drugo.
Observatorij je imel na steni v smeri sever-jug  velik zidni kvadrant za merjenje višin zvezd, ko so šle preko poldnevnika. Kvadrant in druge inštrumente v observatoriju je de Brahe podrobno opisal v knjigi Astronomiae instauratae mechanica (1598).
Kmalu po vselitvi je postalo jasno, da so inštrumenti na stolpih preveč izpostavljeni vetru in zato netočni, zato se je de Brahe odločil za gradnjo bolj primernega mesta za opazovanje. V neposredni bližini Uraniborga se je zgradil Stjerneborg – Zvezdni grad, obzidan manjši prostor na hodni višini, namenjen samo za astronomska opazovanja. Vsi merilni inštrumenti so bili nameščeni v podzemnih prostorih, pokritih z loputami ali vrtečo se kupolo. V njem se zdaj dogajajo multimedijske predstave.